# (35757) 1999 GY60
1999 GY60 (asteroide 35757) é um asteroide da cintura principal. Possui uma excentricidade de 0.15068370 e uma inclinação de 1.32230º.
Este asteroide foi descoberto no dia 15 de abril de 1999 por LINEAR em Socorro.